# Dfg – Dienst für Gesellschaftspolitik
Das Printmedium dfg – Dienst für Gesellschaftspolitik ist ein Fachinformationsdienst im deutschen Gesundheitswesen. Der Branchen- und Hintergrunddienst erscheint seit 1962 mit jährlich 50 Ausgaben und veröffentlicht Hintergrundberichte, Analysen, Dokumentationen und politische Nachrichten aus dem Gesundheitswesen, insbesondere aus Themen um die Gesetzliche Krankenversicherung. Der dfg finanziert sich durch Abonnements und enthält keine Werbung. Herausgegeben wird der dfg von der Berliner MC.B-Verlag GmbH.
Die Recherchen des dfg dienen als Quelle für andere Zeitungen, Online-Medien sowie Interessenverbände wie den BDI.